# Zale niveplaga
Zale niveplaga là một loài bướm đêm trong họ Erebidae.